# Шура (Новотор'яльський район)
Шура́ (рос. Шура, марій. Шура) — присілок у складі Новотор'яльського району Марій Ел, Росія. Входить до складу Пектубаєвського сільського поселення.

## Населення
Населення — 329 осіб (2010; 378 у 2002).
Національний склад (станом на 2002 рік):
- марійці — 81 %